# Obama ladislavii
Obama ladislaviiは、リクウズムシ科の一種。ブラジル南部に分布し、緑色の体色が特徴。

## 分布と生息地
ブラジル南部のサンタ・カタリーナ州とリオグランデ・ド・スル州に分布する。様々な環境に生息しており、自然の森林をはじめ、庭や公園、プランテーションなどの人工的な環境でもみられる。ブラジル南部のナンヨウスギ林、大西洋岸森林、落葉樹林から記録されている。

## 形態

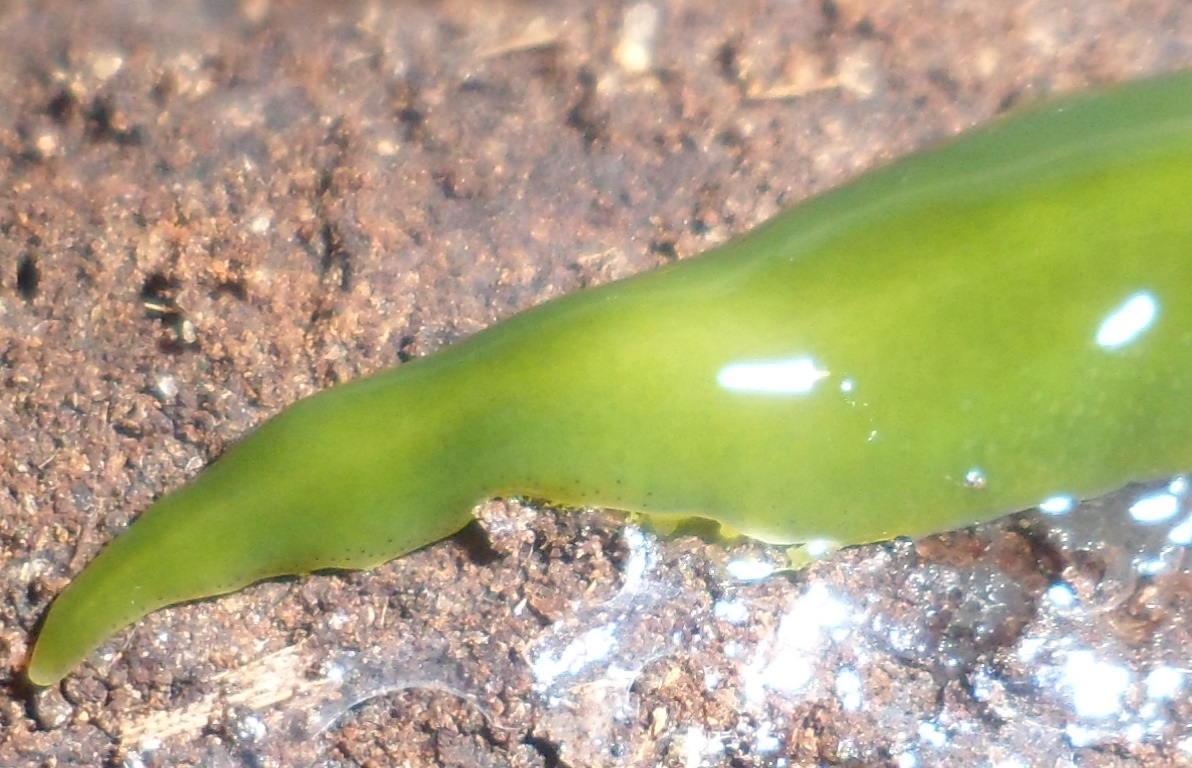
前方近くの縁にある黒い点は目であり、後方の背側にある白い点も目である。

披針形の体をもつ中型のリクウズムシで、大型個体は100 mmを超える。背側の体色は一様に緑色で、茶色がかる個体もいる。腹側は黄色がかる。
約800個の多数の目を持つが、それらは体の前半部に集中している。非常に小さな黒い点として縁に見え、後方では背側になり、体の両側で体幅を最大30%占めている。背側の目は肉眼で視認しづらいが、色素の無い領域に囲われているため、白い点として見える。
成熟個体では、体の前半に濃い緑色の斑点が不規則に2列で並んでいる。これは多数の睾丸が透けて見えたものである。

## 生態

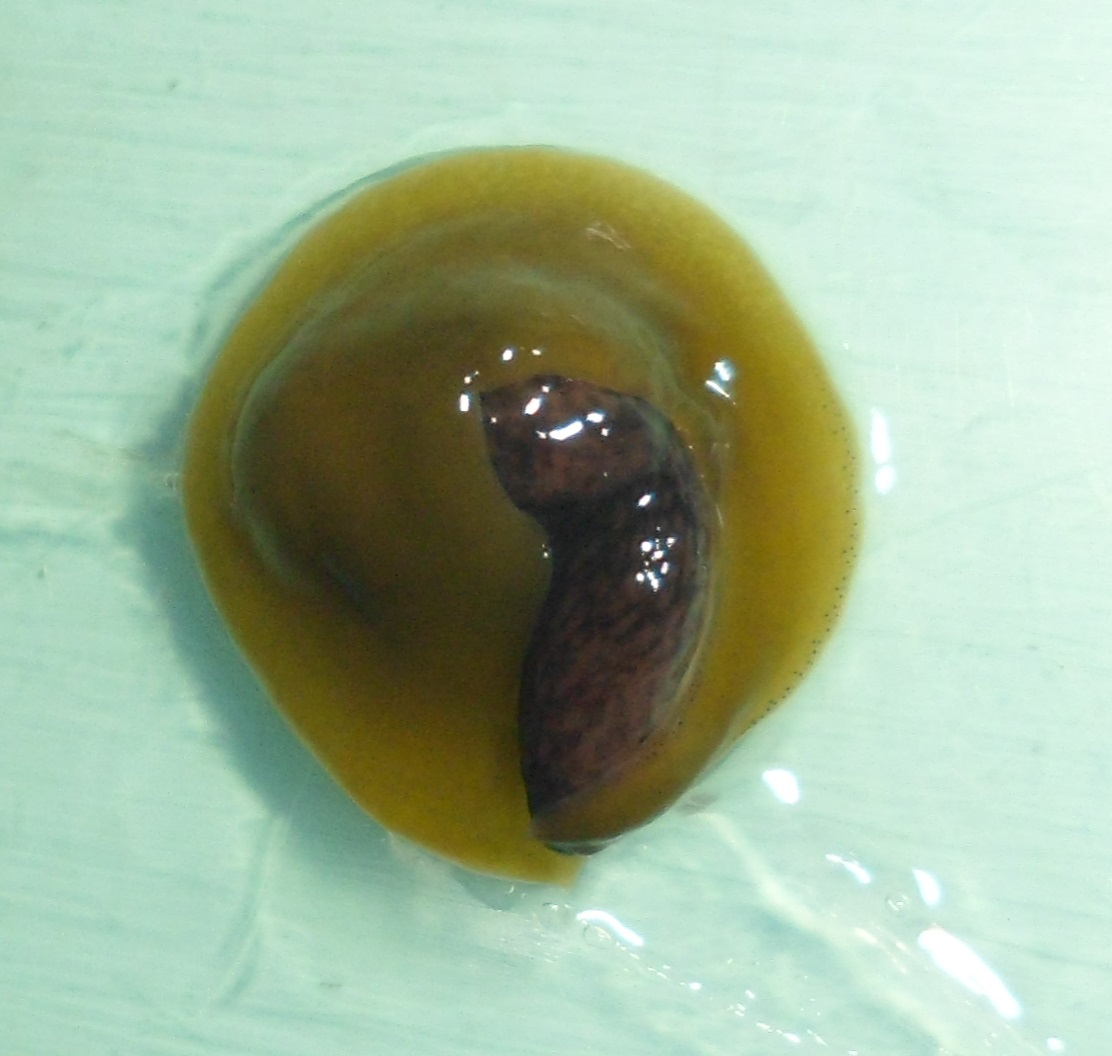
ナメクジを食べている途中

殆どのリクウズムシと同様に肉食性で、カタツムリやナメクジを捕食する。それらが残した粘液を辿って、獲物を追跡する。
獲物を見つけると筋肉の力で固定しようとし、成功すると咽頭をひっくり返して獲物を食べ始める。獲物がカタツムリの場合、殻に付着して逃げられないようにする。大きな獲物に対しては、咽頭で獲物の体を突き刺す。消化酵素を放出しており、その内容物を吸う。小さなナメクジであれば、咽頭によって完全に腸に吸い込まれることがある。